# ژرار ژوزف
ژرار ژوزف (فرانسوی: Gérard Joseph‎؛ زادهٔ ۲۲ اکتبر ۱۹۴۹) بازیکن فوتبال اهل هائیتی بود.
وی همچنین در تیم ملی فوتبال هائیتی بازی کرده‌است.